# Ray Fisher
Ray Fisher (n. 8 septembrie 1987, Camden⁠(d), New Jersey, SUA) este un actor american. A devenit cunoscut pentru portretizarea supereroului Victor Stone / Cyborg⁠(d) în DC Extended Universe⁠(d), având un rol cameo în filmul Batman vs. Superman: Zorii dreptății (2016) și un rol principal atât în Liga Dreptății (2017), cât și versiunea regizorală din 2021. În televiziune, a obținut roluri în cel de-al treilea sezon⁠(d) al serialului de crimă Detectivii din California și în serialul Women of the Movement⁠(d). Și-a făcut debutul pe Broadway odată cu punerea în scenă a piesei The Piano Lesson⁠(d) în 2022.

## Biografie
Fisher s-a născut pe 8 septembrie 1987 în Baltimore, Maryland. A copilărit în Lawnside, New Jersey⁠(d), fiind crescut de mama și bunica sa. Acesta a urmat Liceul Haddon Heights⁠(d). În acest timp, a lucrat la standul cu mâncare al teatrului Cinemark⁠(d) din Somerdale⁠(d). Interesul său pentru teatrul muzical s-a dezvoltat sub influența profesorilor săi de istorie și engleză din liceu. Primele sale spectacole pe scenă au fost piesele de teatru muzical Into the Woods⁠(d), How to Succeed in Business Without Really Trying⁠(d) și Guys and Dolls⁠(d). Fisher a urmat American Musical and Dramatic Academy⁠(d).

## Cariera
În 2008, Fisher l-a interpretat pe Dr. Marcus Blake în piesa Attorney for the Damned, aceasta fiind pusă în scenă la Teatrul Kraine off-off-Broadway⁠(d). În anul următor, a jucat în piesa Macbeth la Shakespeare Theatre of New Jersey⁠(d) la Universitatea Drew⁠(d). Fisher a avut un rol minor în producția McCarter Theatre Center⁠(d) a piesei Fetch Clay, Make Man în 2010. Tot în cadrul Shakespeare Theatre of New Jersey a apărut în piesa To Kill a Mockingbird. A avut roluri în producțiile Regele Lear și Cymbeline a  Festivalului Shakespeare din Oregon⁠(d). L-a interpretat pe pugilistul  Muhammad Ali în producția off-Broadway⁠(d) a piesei Fetch Clay, Make Man în 2013 la New York Theatre Workshop⁠(d).
Fisher l-a interpretat pe Victor Stone / Cyborg în filmele cu supereroi Batman vs. Superman: Zorii dreptății, fiind primul supererou de culoare a francizei, și Liga Dreptății (2017). Acesta din urmă a primit recenzii negative, iar versiunea studioului a fost considerată dezamăgitoare.
În 2020, Fisher l-a acuzat pe regizorul Joss Whedon de comportament „abuziv” și „neprofesionist” în timpul filmărilor pentru Liga Dreptății. De asemenea, acesta l-a descris pe directorul DC Films⁠(d) Walter Hamada⁠(d) ca fiind foarte periculos și a declarat că nu va mai participa la proiectele asociate cu acesta în decembrie 2020. Deși urma să apară în filmul The Flash⁠(d) (2023), Fisher a declarat în ianuarie 2021 că a fost eliminat din distribuție din cauza implicării lui Hamada. Și-a reluat rolul lui Cyborg în  Zack Snyder's Justice League, versiunea regizorală din 2021 a filmului Liga Dreptății. Fisher a participat la turnarea noilor scene în octombrie 2020. Tom Jorgensen de la IGN a discutat interpretarea sa nuanțată și dramatică din această versiune, iar Alex Abad-Santos de la Vox⁠(d) a lăudat „amestecul de furie și vulnerabilitate” din interpretarea lui Fisher.
Fisher a apărut în cel de-al treilea sezon al serialului polițist Detectivii din California pe HBO. L-a interpretat pe Gene Mobley, soțul activistei Mamie Till-Mobley⁠(d), în serialul limitat ABC Women of the Movement. Fisher urmează să apară în rolul războinicului Blood Axe din filmul de fantezie Rebel Moon⁠(d), proiect al regizorului Zack Snyder. În 2022, și-a făcut debutul pe Broadway în rolul lui Lymon din piesa de teatru The Piano Lesson de August Wilson⁠(d).

## Filmografie
| An   | Titlu                              | Rol                     | Note                                   | Ref.   |
| ---- | ---------------------------------- | ----------------------- | -------------------------------------- | ------ |
| 2008 | The Good, The Bad and The Confused | Pacient                 | Scurtmetraj                            | [ 29 ] |
| 2015 | The Astronaut Wives Club           | Căpitanul Edward Dwight | Episodul: „In the Blind”               | [ 30 ] |
| 2016 | Batman v Superman: Dawn of Justice | Victor Stone / Cyborg   | Rol came                               | [ 31 ] |
| 2017 | Justice League                     | Victor Stone / Cyborg   |                                        | [ 3 ]  |
| 2019 | True Detective                     | Henry Hays              | Sezonul 3, rol principal               | [ 25 ] |
| 2021 | Zack Snyder's Justice League       | Victor Stone / Cyborg   | Versiunea regizorală a Ligii Dreptății | [ 21 ] |
| 2022 | Women of the Movement              | Gene Mobley             | Rol principal                          | [ 26 ] |
| 2023 | Rebel Moon                         | Blood Axe               | Postproducție                          | [ 27 ] |
| TBA  | The Piano Lesson                   | Lymon                   | În filmare                             | [ 32 ] |

## Teatru
| An   | Titlu                   | Rol              | Loc                               | Ref.          |
| ---- | ----------------------- | ---------------- | --------------------------------- | ------------- |
| 2008 | Attorney for the Damned | Marcus Blake     | Kraine Theatre                    | [ 8 ]         |
| 2009 | Macbeth                 | Macbeth          | Shakespeare Theatre of New Jersey | [ 9 ]         |
| 2010 | Fetch Clay, Make Man    | Fratele Jacob X  | McCarter Theatre                  | [ 10 ]        |
| 2011 | To Kill a Mockingbird   | Tom Robinson     | Shakespeare Theatre of New Jersey | [ 12 ]        |
| 2012 | As You Like It          | Jacques de Boys  | Allen Elizabethan Theatre         | [ 33 ] [ 34 ] |
| 2013 | King Lear               | Duke of Burgundy | Thomas Theatre                    | [ 35 ]        |
| 2013 | Cymbeline               | Arvirargus       | Allen Elizabethan Theatre         | [ 36 ]        |
| 2013 | Fetch Clay, Make Man    | Muhammad Ali     | New York Theatre Workshop         | [ 13 ]        |
| 2022 | The Piano Lesson        | Lymon            | Ethel Barrymore Theatre           | [ 28 ]        |